# Carles Manera
Carles Pau Manera Erbina (Palma, 29 de junio de 1957) es un historiador y economista mallorquín del Partido Socialista de las Islas Baleares. Desde el 1 de julio de 2020 es consejero del Banco de España.

## Biografía
Es Catedrático de Historia Económica en el departamento de Economía Aplicada de la Universidad de las Islas Baleares. Es doctor en Economía por la Universidad de Barcelona (2000), y en Historia por la UIB (1987). 
Ha sido Premio Cataluña de Economía (2003) por su libro "Historia del crecimiento económico de Mallorca 1700-2000".
Fue, entre 1996 y 2003, vicerrector de Planificación Económica de la UIB bajo el mandato de Llorenç Huguet. 
En esa universidad fue candidato (2007) a rector; perdió las elecciones en primera vuelta.
El 2007 fue nombrado por el presidente del Gobierno de las Islas Baleares, Francesc Antich, consejero de Economía, Hacienda e Innovación del Ejecutivo balear. Antes de su nombramiento colaboraba en los periódicos Última Hora y Diario de Baleares.
El 2017 fue nombrado presidente del Consejo Económico y Social de las Islas Baleares, cargo que ejerció hasta que, en julio de 2020, fue nombrado Consejero del Consejo de Gobierno del Banco de España.

## Pensamiento económico
Para Manera, la economía debe estar al servicio de las sociedades y por tanto de las personas. La financiarización habría desincrustado la economía de la sociedad, haciendo de ella un aparato ideológico independiente e inútil. "La falacia del sistema ortodoxo era creer que una economía de mercado siempre tiende a alcanzar el equilibrio". Las respuestas económicas deben priorizar la mejora de las sociedades en su conjunto, para lo que es necesario la armonía entre naciones y entre colectivos sociales. En este sentido Manera se situaría en la línea de Keynes, el socialismo democrático de Karl Polanyi y más recientemente las propuestas de Piketty. El objetivo de la economía debe ser el bien común que requiere el crecimiento económico y el desarrollo humano.
Manera considera que bajar impuestos no asegura el crecimiento económico. Los dos mantras habituales de los partidos conservadores y de derecha política son la reducción de impuestos y la flexibilización de los factores de producción, en especial el denominado mercado de trabajo. Sin embargo, las experiencias neoliberales de Estados Unidos durante el mandato de Ronald Reagan y de Reino Unido durante el mandato de Margaret Tacher, demuestran que se produjo una caída del crecimiento económico y un incremento de la desigualdad como indican los estudios de Branko Milanovic y Thomas Piketty La bajada de impuestos tienen efectos negativos en el crecimiento y el desempleo en contra de las teorías de la economía de la oferta, que sugieren que los impuestos bajos impulsan la actividad económica. Para Manera se certifica que las moratorias del impuesto sobre la renta, las ganancias inesperadas y los recortes de impuestos dirigidos al decil superior de la distribución del ingreso, no inducen a las personas a alterar significativamente la cantidad de trabajo que realizan por lo que la vieja curva de Laffer, clave teórica de la economía de la oferta quedaría falsada.

## Publicaciones
- Artículo Going out of the Great Recession? Contrast between the United States and Europe: Proposed work from economic history, 1960–2014, en el Journal of Postkeynesian Economics volumen 42, 2019 - número 2. Por Carles Manera, Ferran Navinés y Javier Franconetti.
- Libro "La extensión de la desigualdad", editorial La Catarata, ISBN 978-84-8319-976-3.
- Artículo Permanent Demand and Private Investment in the General theory: an empirical investigation, en Revista de Economía Mundial, número 54 (2020), por José Antonio Pérez-Montiel y Carles Manera Erbina.
- Artículo Autonomous expenditures and induced investment: a panel test of the Sraffian supermultiplier model in European countries, en el Review of Keynesian Economics de abril de 2020. Por José Antonio Pérez-Montiel y Carles Manera Erbina.
- Artículos diversos en Economistas Frente a la Crisis.